# Aaron Lennon
Aaron Justin Lennon (ur. 16 kwietnia 1987 w Leeds) – Były angielski piłkarz występujący na pozycji pomocnika.

## Kariera klubowa

### Leeds United
Jako prawy skrzydłowy Lennon rozpoczynał karierę w Leeds United, w którego barwach został najmłodszym piłkarzem w Premier League: w sierpniu 2003 roku w wieku 16 lat i 129 dni wszedł z ławki rezerwowych na White Hart Lane w meczu przeciwko Tottenhamowi Hotspur, przegranym 1-2. Od długiego czasu był członkiem Akademii Leeds United, zanim udało mu się przebić do pierwszego składu. W 2001 roku ustanowił rekord podpisując umowę sponsorską na obuwie sportowe z firmą Adidas mając 14 lat, stając się tym samym najmłodszym zawodnikiem z taką to umową (obecnie jest związany z firmą Nike). Lennon strzelił swoją jedyną bramkę dla Leeds w wygranym 3-2 pojedynku z Sunderlandem, rozegranym 26 grudnia 2004 roku. Jego starszy brat, Tony, także pobierał nauki w Akademii Leeds, jednak nigdy nie udało mu się zagrać w pierwszej drużynie.

### Tottenham Hotspur
W chwili kiedy Leeds przeżywało trudności finansowe, został sprzedany do Tottenhamu Hotspur za kwotę odstępnego w wysokości miliona funtów w czerwcu 2005 roku. Jego debiut nastąpił w sierpniu, w porażce z Chelsea FC. 18 marca 2006 roku Lennon zdobył swoją pierwszą bramkę w Premier League w zwycięskim 2-0 meczu z Birmingham City na arenie St Andrews. Został nominowany przez zawodników z ligi do tytułu PFA Young Player of the Year w sezonie 2005-06. Nagroda ta powędrowała ostatecznie do Wayne’a Rooneya z Manchesteru United. 28 marca 2006 roku przedłużył swój kontrakt z klubem do 2010 roku.
W sezonie 2006-07 ponownie miał szansę uzyskać nagrodę Young Player of the Year, jednak i tym razem mu się nie udało. Zajął trzecie miejsce, za tryumfującym Cristiano Ronaldo z Manchesteru United i Ceskiem Fàbregasem z Arsenalu. 8 stycznia 2007 roku podpisał nowy 5,5-letni kontrakt ze swoim klubem, gwarantujący mu zarobki w wysokości 20 000 funtów za tydzień. Kontrakt wygasł w 2012 roku.
W sezonie 2007-08 zajął ze swoim zespołem 11. miejsce w lidze angielskiej oraz odpadł w ćwierćfinale Pucharu UEFA.

### Everton
Pod koniec zimowego okienka transferowego sezonu 2014-15 został wypożyczony do Evertonu z powodu małej liczby występów na White Hart Lane. Podczas rundy jesiennej rozegrał jedynie dziewięć meczów. W zespole z Liverpoolu mógł liczyć na częstszą grę i na wiosnę 2015 roku wystąpił w 14 meczach, zdobywając przy tym dwie bramki oraz notując jedną asystę. Mimo iż z wraz z zakończeniem sezonu 2014/2015 wypożyczenie Lennona dobiegło końca, trener „Kogutów” Mauricio Pochettino nie zgłosił zawodnika do następnych rozgrywek ligowych. W związku z zaistniałą sytuacją z opcji pierwokupu skorzystali działacze drużyny Evertonu i zakupili piłkarza za 4,5 miliona funtów.

## Kariera reprezentacyjna
Lennon został powołany do reprezentacji U-21 Anglii po raz pierwszy w październiku 2005 roku. 8 maja 2006 został wybrany do składu reprezentacji Anglii na Mistrzostwach Świata 2006.
Został wybrany zawodnikiem meczu w spotkaniu Anglii B z Białorusią 25 maja 2006 roku, rozegranym na Madejski Stadium w Reading, Berkshire. Było to spotkanie przygotowujące Anglików do Mistrzostw Świata 2006, które przegrali 1-2. 2 czerwca zaliczył swój pełny debiut, kiedy wszedł na boisko z ławki rezerwowych w drugiej połowie meczu przeciwko Jamajce, wygranym 6-0.
Ponownie jako rezerwowy pojawił się w drugim spotkaniu grupowym Mistrzostw Świata 2006 (jego pierwszy występ na Mistrzostwach Świata) przeciwko Trynidadowi i Tobago. Anglia strzeliła dwie bramki po jego oraz Wayne’a Rooneya pojawieniu się na boisku, wygrywając mecz 2-0. Pojawiły się pewne sugestie ze strony fanów, żeby Lennon zajął miejsce Davida Beckhama po prawej stronie pomocy. Lennon zagrał w ćwierćfinale z Portugalią, zmieniając kontuzjowanego Davida Beckhama. Następnie Lennon sam został zmieniony przez Jamiego Carraghera przed serią rzutów karnych, którą Anglia przegrała, zaś Carragher przestrzelił swój strzał.
Lennon także pojawił się w roli rezerwowego w meczu kwalifikacyjnym do Mistrzostw Europy 2008 przeciwko Andorze i natychmiast zaznaczył swoją obecność poprzez asystę przy drugiej bramce Petera Croucha przy swoim pierwszym kontakcie z piłką.
Lennon zaliczył swój debiut w pierwszym składzie w meczu eliminacyjnym do Mistrzostw Europy 2008 przeciwko Izraelowi rozegranym 24 marca 2007 roku.

## Sukcesy sportowe
Tottenham Hotspur
- Carling Cup 2007-08

## Występy klubowe
| Klub              | Sezon   | Liga  | Liga | Puchary krajowe | Puchary krajowe | Puchary europejskie | Puchary europejskie | Suma  | Suma |
| Klub              | Sezon   | Mecze | Gole | Mecze           | Gole            | Mecze               | Gole                | Mecze | Gole |
| ----------------- | ------- | ----- | ---- | --------------- | --------------- | ------------------- | ------------------- | ----- | ---- |
| Burnley           | 2018-19 | 16    | 1    | 0               | 0               | 6                   | 0                   | 22    | 1    |
| Burnley           | 2017-18 | 14    | 0    | 0               | 0               | 0                   | 0                   | 14    | 0    |
| Suma w klubie     |         | 29    | 1    | 0               | 6               | 0                   | 0                   | 36    | 1    |
| Everton           | 2017-18 | 15    | 0    | 2               | 0               | 1                   | 0                   | 18    | 0    |
| Everton           | 2016-17 | 11    | 0    | 2               | 1               | 0                   | 0                   | 13    | 1    |
| Everton           | 2015-16 | 25    | 5    | 4               | 1               | 0                   | 0                   | 28    | 6    |
| Everton           | 2014-15 | 14    | 2    | 0               | 0               | 0                   | 0                   | 14    | 2    |
| Suma w klubie     |         | 65    | 7    | 8               | 2               | 1                   | 0                   | 73    | 9    |
| Tottenham Hotspur | 2014-15 | 9     | 0    | 0               | 0               | 3                   | 0                   | 12    | 0    |
| Tottenham Hotspur | 2013-14 | 27    | 1    | 0               | 0               | 4                   | 0                   | 31    | 1    |
| Tottenham Hotspur | 2012-13 | 34    | 4    | 1               | 0               | 11                  | 0                   | 46    | 4    |
| Tottenham Hotspur | 2011-12 | 23    | 3    | 5               | 0               | 4                   | 1                   | 32    | 4    |
| Tottenham Hotspur | 2010-11 | 34    | 3    | 2               | 0               | 10                  | 0                   | 46    | 3    |
| Tottenham Hotspur | 2009-10 | 22    | 3    | 2               | 0               | -                   | -                   | 32    | 3    |
| Tottenham Hotspur | 2008-09 | 35    | 5    | 6               | 0               | 6                   | 0                   | 47    | 5    |
| Tottenham Hotspur | 2007-08 | 29    | 2    | 9               | 1               | 9                   | 0                   | 47    | 3    |
| Tottenham Hotspur | 2006-07 | 26    | 3    | 9               | 1               | 8                   | 1                   | 43    | 5    |
| Tottenham Hotspur | 2005-06 | 27    | 2    | 2               | 0               | -                   | -                   | 29    | 2    |
| Suma w klubie     |         | 268   | 26   | 36              | 2               | 55                  | 2                   | 367   | 30   |
| Leeds United      | 2004-05 | 27    | 1    | 2               | 0               | -                   | -                   | 29    | 1    |
| Leeds United      | 2003-04 | 12    | 0    | 3               | 0               | -                   | -                   | 15    | 0    |
| Suma w klubie     |         | 39    | 1    | 5               | 0               | 0                   | 0                   | 44    | 1    |
| Suma w karierze   |         | 398   | 35   | 49              | 4               | 58                  | 2                   | 516   | 49   |

Dane aktualne na 17 grudnia 2018.